# 大福御前
大福御前（おふくごぜん、天文10年（1541年） - 文禄2年5月10日（1593年6月9日））は、戦国時代の女性。北条氏邦の正室。
近年の研究で、夫である氏邦の生年が天文17年（1548年）まで繰り下がったことにより、彼女の生年もその数年後、恐らくは天文22年（1553年）ではないかとする説（通説のままであると氏邦よりも7つも年上なってしまい、当時の婚姻の慣習から妻がそこまで年長であるとは考えにくい）もある。

## 生涯
父は武蔵国衆の藤田泰邦で、父が北条氏康に臣従してその息子の氏邦を養子に迎えた際、彼女は氏邦に嫁いだ。
氏邦には4人の実子がいたが、その母親が彼女だったかどうかは不明。ただ、3男の北条光福丸は天正15年（1587年）生まれと彼女が46歳の時であるため、生母とは考えにくい。更に長男の北条東国丸も天正11年（1583年）に元服を前にして亡くなっていることから、永禄12年（1569年）以降生まれすなわち彼女が29歳以降の時の子供と想定されることになるため、実際の年齢はもっと低かったのではないかとする推測も生年見直しの根拠となっている。
文禄2年（1593年）5月10日に氏邦に先立って死去した。53歳没（異説に従えば41歳没）。
法名は貞心院殿花屋宗栄尼大姉。先行きを不安視しての自殺とする説があるが、定かではない。